# اکامپادام
اکامپادام (به انگلیسی: Akampadam) یک منطقهٔ مسکونی در هند است که در کرالا واقع شده‌است.

## خصوصیات
اکامپادام ۱۵٬۷۵۸ نفر جمعیت دارد.